# 1985 (roman av György Dalos)
För andra betydelser, se 1985 (olika betydelser).
1985 är en roman från 1982 av György Dalos.

## Innehåll
Boken är skriven som en sorts uppföljare och hyllning till George Orwells välkända roman 1984 från 1949. I Dalos roman dör den ökända Storebror, vilket innebär att det samhälle som han har styrt börjar falla sönder. Detta innebär en del positiva inslag för befolkningen som har lidit under så många år under Storebrors diktatur, men också en hel del problem.
György Dalos har utgått från Orwells roman 1984 men skrivit en självständig, humoristisk, fortsättning med många anspelningar på östeuropeiska reformrörelser och revolter.

## Utgivning
Boken utkom först på tyska hos Rotbuch Verlag 1982. På ungerska publicerades den först i en samizdatutgåva år 1985. Första "legala" utgåvan på ungerska utkom 1991.
Svenska utgåvan utkom 1985 på Ordfront förlag med samma titel och undertiteln "December 1984: Storebror är död! Vad hände sen?". Översättningen gjordes av Péter Szil under pseudonamnet ***, för att undvika repressalier av den ungerska regimen.